# سیارک ۲۹۷۰۵
سیارک ۲۹۷۰۵ (به انگلیسی: 29705 Cialucy، نامگذاری:1998YP10) بیست و نه هزار و هفتصد و پنجمین سیارک کشف شده‌است که در ۲۶ دسامبر ۱۹۹۸ کشف شد.